# REMIX (雑誌)
remixは、かつて発行されていた日本の月刊音楽誌。編集・発行は株式会社アウトバーン。

## 概要
1991年3月、ガロ別冊として創刊、発売元・青林堂、発行元・アウトバーン。創刊編集長は小泉雅史。日本では数少ないクラブカルチャー雑誌としてダンスミュージック全般を取り上げていた。
2009年8月発行の第219号で休刊。文芸社より再刊されるが、2010年3月発行の221号で再び休刊。

## 歴代編集長
- 小泉雅史 - 音楽業界から足を洗い、現在は介護士の仕事に就いている[2]。
- ラヴィン若野
- 野田努